# 서일여자고등학교
서일여자고등학교(西一女子高等學校)는 대한민국 대전광역시 서구 관저동에 있는 사립 고등학교이다.

## 학교 연혁
- 1982년 4월 19일 : 학교법인 석봉학원 설립인가, 염종건 이사장 취임
- 1987년 10월 26일 : 서일여고 24학급 인가
- 1988년 3월 1일 : 초대 심기복 교장 취임
- 1988년 3월 10일 : 개교 및 입학식
- 1991년 2월 10일 : 제1회 졸업식
- 1996년 4월 23일 : 30학급으로 증설 인가
- 2007년 10월 17일 : 제2대 염성수 이사장 취임
- 2009년 6월 18일 : 석봉도서관 개관
- 2024년 1월 5일 : 제34회 졸업식(총 졸업생 11,500명)
- 2024년 3월 4일 : 제37회 입학식(입학생 171명)
- 2024년 9월 1일 : 제8대 임종철 교장 취임

## 참고 자료
- 서일여자고등학교 - 한국교육학술정보원 학교알리미